# Vagran
Le Vagran (en russe : Вагран) est une rivière de Russie, qui coule dans l'oblast de Sverdlovsk à l'est des monts Oural. C'est un affluent de la Sosva en rive droite, donc un sous-affluent de l'Ob par la Sosva, la Tavda, la Tobol et enfin l'Irtych. 

## Géographie
Le Vagran prend sa source sur le versant oriental de l'Oural, près de la localité de Toulaïka.
Peu après sa naissance, il se dirige vers l'est. Arrivée au niveau de Beliozovski, la rivière change d'orientation, adoptant la direction du nord-est. Elle baigne peu après la ville de Severoouralsk. Une cinquantaine de kilomètres plus loin, elle finit par se jeter dans la Sosva en rive droite, à une quinzaine de kilomètres au sud-sud-ouest de la ville de Iekaterininka.
Le Vagran ne reçoit aucun affluent important.
Sa longueur est de 150 kilomètres. Son bassin a une superficie de plus ou moins 1 550 km2.

## Villes traversées
- Severoouralsk

## Hydrométrie - Les débits à Severoouralsk
Le débit du Vagran a été observé pendant 51 ans (sur la période 1939 à 1989) à Severoouralsk, ville située à 50 kilomètres de son confluent avec la Sosva. 
Le débit inter annuel moyen ou module observé à Severoouralsk durant cette période était de 12,3 m3/s pour une surface de drainage étudiée de 1 420 km2, soit plus ou moins 92 % de la totalité du bassin versant de la rivière qui en compte 1 550 .
La lame d'eau écoulée dans le bassin atteint ainsi le chiffre de 273 millimètres par an, ce qui doit être considéré comme assez élevé, et est lié aux précipitations arrosant les hauteurs de l'Oural, surtout dans la partie supérieure du bassin. 
Le débit moyen mensuel observé en février (minimum d'étiage) est de 1,67 m3/s, soit moins de 4 % du débit moyen du mois de mai (43,5 m3/s), ce qui montre l'amplitude fort élevée des variations saisonnières. Les écarts de débit mensuel peuvent être encore plus marqués d'après les années : sur la durée d'observation de 51 ans, le débit mensuel minimal a été de 0,15 m3/s (150 L/s) en mars 1961, tandis que le débit mensuel maximal s'élevait à 103 m3/s en mai 1957.
En ce qui concerne la période estivale, libre de glaces (de mai à octobre inclus), le débit minimal observé a été de 2,24 m3/s en août 1960.  